# اس‌تی‌اس-۳۳
اس‌تی‌اس-۳۳ (انگلیسی: STS-33) یکی از ماموریت‌های برنامه شاتل‌های فضایی بود که در تاریخ ۲۳ نوامبر ۱۹۸۹ از پایگاه فضایی کندی به فضا پرتاب شد. این ماموریت ۵ روزه توسط شاتل دیسکاوری انجام گرفت و هدف اصلی آن ارسال ماهواره متعلق به وزارت دفاع ایالات متحده آمریکا بود. این ماموریت چهارمین ماموریت جهت ارسال تجهیزات طبقه‌بندی شده وزارت دفاع آمریکا به وسیله شاتل فضایی بود.

## نگارخانه

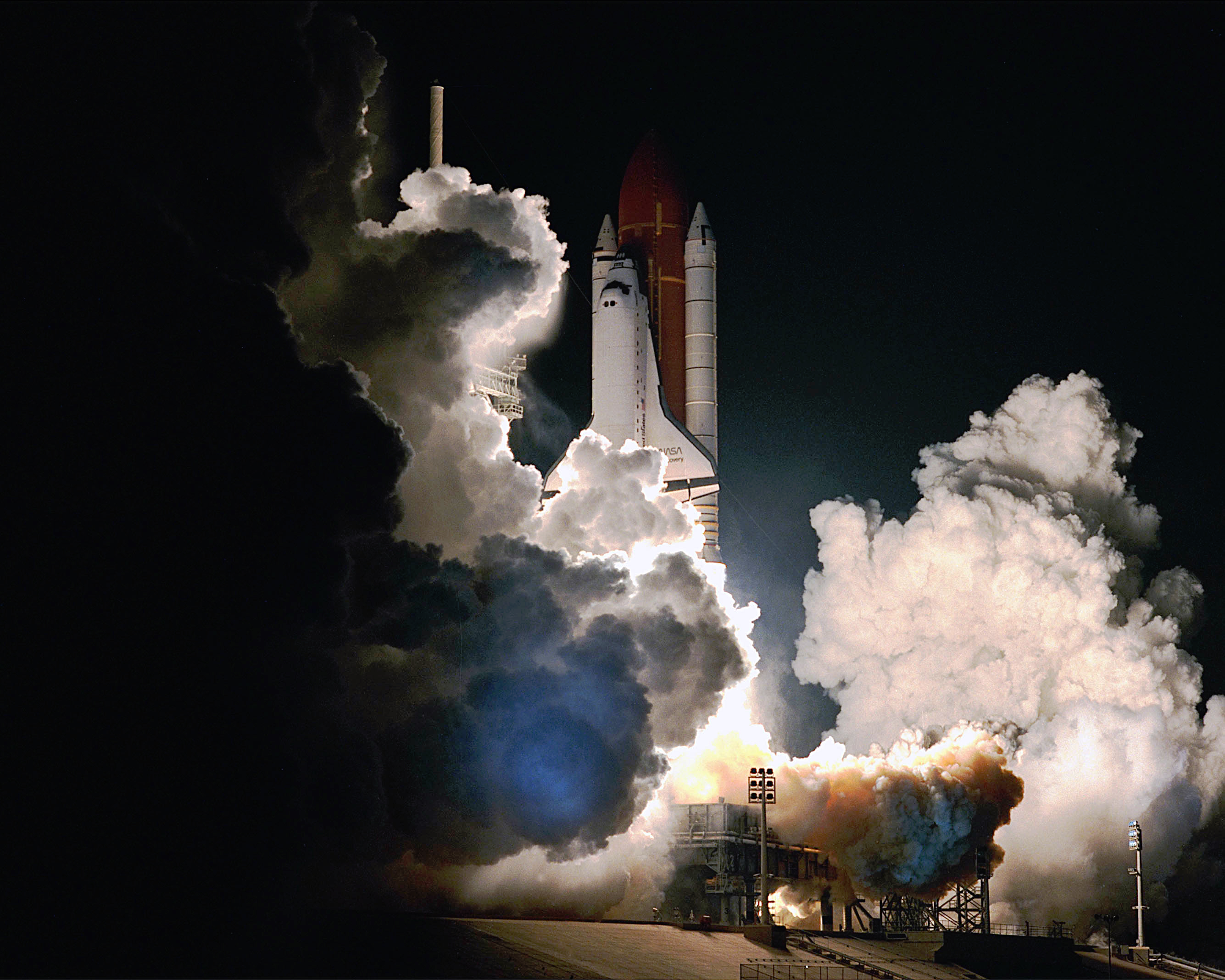
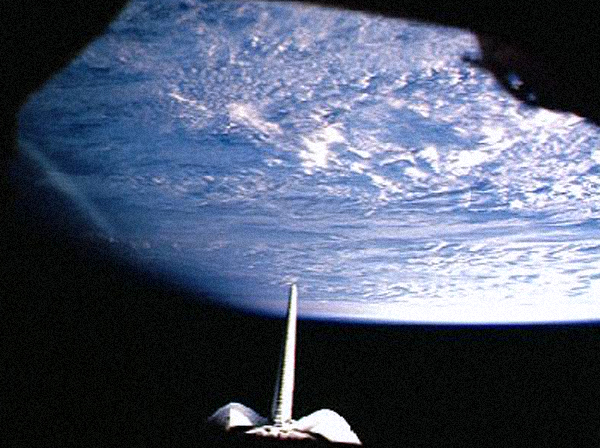
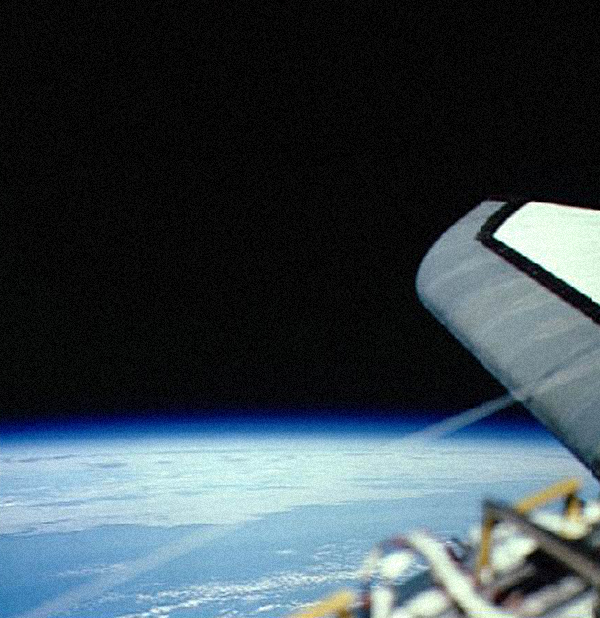
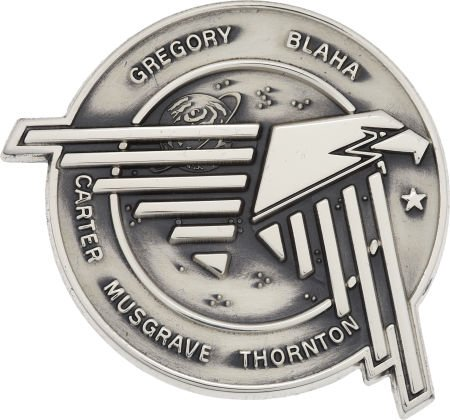